# Kopilovka
Kopilovka (en rus: Копыловка) és un poble de l'óblast de Tomsk, a Rússia, que el 2015 tenia 424 habitants.